# Улица Амундсена (Екатеринбург)

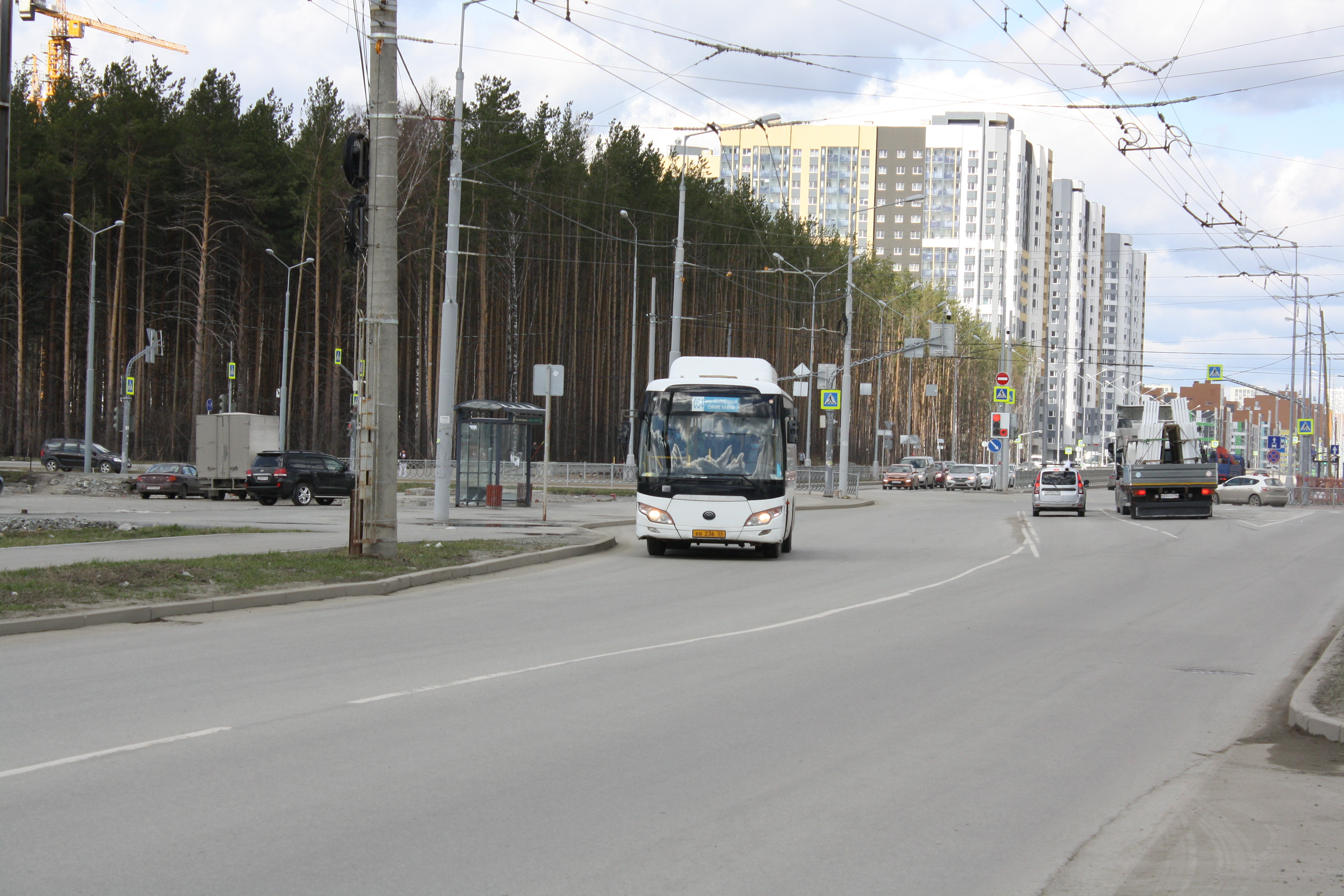
Вид на улицу

У́лица А́мундсена — магистральная улица в жилых районах «Юго-Западный» и УНЦ Ленинского административного района Екатеринбурга. Своё современное название улица получила в честь Руаля Амундсена (1872—1928) — полярного исследователя и первооткрывателя Южного полюса.

## Расположение и благоустройство
Улица проходит с северо-востока на юго-запад параллельно улице Советских Женщин (в начале). Начинается от пересечения улиц Московской и Щорса и заканчивается у посёлка Совхозный, где поворачивает под прямым углом к юго-востоку и проходит в этом направлении на протяжении около 650 м вплоть до поселковой улицы Мостовой. Пересекается с улицами Депутатской, Хользунова, Военного Флота, Тельмана, Гризодубовой, Расковой, Волгоградской, Объездной дорогой.
Протяжённость улицы составляет около 9,7 км (застроена приблизительно половина). Ширина проезжей части — около 12 м (по две полосы в каждую сторону движения). На протяжении улицы имеется несколько светофоров и нерегулируемых пешеходных переходов. Улица оборудована тротуарами (не на всём протяжении) и уличным освещением. Нумерация домов начинается от Московской улицы.

## История
Впервые обозначена на плане Свердловска 1947 года как застроенная на участке от Московской улицы до Сталинградской улицы (современная Волгоградская улица). В 1973-74 годах был сданы жилые дома на чётной стороне на участке от Волгоградской улицы до улицы Академика Бардина (50-58), в 1975-76 — 12-этажный дом 54/2 и чётная сторона от Бардина до Онуфриева (дома 64-74), в 1978 — общежитие № 51 и 12-этажный дом 70. С 1979 года по улице начали курсировать троллейбусы маршрута № 11, с 1984 — № 14 (с 1994 года до УНЦ). Дома микрорайона УНЦ: 137 (1980), 135 (1982), 139 (1984-85, с почтой). В 1983-84 сдана нечётная сторона от Волгоградской до Онуфриева (дома 53-73).

## Примечательные здания и сооружения
- № 54б — детский сад № 14.
- № 64а — детский сад № 209.
- № 65 — торговый центр «КИТ».
- № 68а — детская школа искусств «АртСозвездие».
- № 100 — Институт геофизики УРО РАН.
- № 101 — Институт металлургии УРО РАН.
- № 106 — Институты теплофизики и электрофизики УРО РАН.
- № 137а — детский сад № 568, УРО РАН.

## Транспорт
Автомобильное движение на всей протяжённости улицы двустороннее.

### Наземный общественный транспорт
Улица является важной транспортной магистралью общегородского значения. По улице осуществляется автобусное и троллейбусное движение, ходят маршрутные такси. Расположенные на улице остановки общественного транспорта: «Шаумяна», «Волгоградская», «Амундсена», «Онуфриева», «Академика Вонсовского», «Рабочая», «Лесная», «Торговый комплекс «Академический», «УНЦ».

### Ближайшие станции метро
Действующих станций метро поблизости нет. В отдалённой перспективе в 1,3 км к северо-западу от перекрёстка улиц Амундсена-Академика Бардина планируется строительство станции 3-й линии Екатеринбургского метрополитена  «Волгоградская».